# São Sebastião do Paraíso
São Sebastião do Paraíso é um município brasileiro do estado de Minas Gerais, situado na divisa com o estado de São Paulo. A população recenseada em 2024 era de  74.742 habitantes. A área é de 814,925 km²
|  |  |

## História
A corrida pela descoberta de ouro no Sul de Minas fez surgir no século XVII, a cidade de Jacuí, precursora de todas as cidades da região.
Após a mineração entrar em declínio, cujos efeitos ainda podem ser vistos nos limites perímetros da cidade, seus moradores começaram a se dedicar tanto a agricultura quanto a pecuária.
A partir da adaptação natural surgiram inúmeras fazendas, e dentre essas, 'Fazenda da Serra', propriedade da família Antunel Maciel, família essa constituída de grandes criadores de gado.
A expansão do café  na região de Campinas para o oeste paulista, impulsionou a cafeicultura na região de Ribeirão Preto.
A proximidade com a zona cafeicultora de Ribeirão Preto e a própria vocação agrícola de Paraíso fez da cidade umas das maiores produtoras de café no Estado na época, chegando a colher, no final do século XIX, doze milhões de sacas anuais.
A participação da cidade no surto cafeeiro do Segundo Reinado fez com a cidade fosse beneficiada com a vinda de primeiras levas de imigrantes, que chegavam em carros de boi, depois de desembarcar na estação da Cia Ferroviária São Paulo e Minas em Mococa.
No começo de 1870, crianças de pais italianos já haviam sido registradas na cidade.
Porém, as primeiras estações de trem da cidade chegaram apenas no ano de 1911, apesar de preencher as atas da Câmara desde 1901.
Em meados de 1893 em diante, a cidade recebeu cerca de 500 colonos italianos, contribuindo para o desenvolvimento da cidade. Visto a grande contribuição dos imigrantes de todas origens para a cidade foi criado pelo então prefeito Luiz Ferreira Calafiori, um monumento que homenageasse os imigrantes e seus descendentes. O artista tcheco Jan Musil foi o responsável pela criação da peça em bronze 'Monumento aos Imigrantes' localizada na Praça dos Imigrantes.
A chegada de imigrantes a Paraíso, não foi um fenômeno restritos aos italianos, que realmente chegaram em maior número. Por justiça, não podemos esquecer das demais etnias que contribuíram para o desenvolvimento de nossa cidade, ou seja, portugueses, espanhóis, os sírios-libaneses, alemães, cidadãos austríacos – de etnia eslovena –, algumas famílias francesas, suecas, sem esquecer de nossos migrantes internos, principalmente baianos, que sua maior parte, se estabeleceram no bairro da Mocoquinha!
São Sebastião do Paraíso, antigo distrito criado em 1855, foi elevado à categoria de vila em 13 de setembro de 1870.
A lei nº 2042, de 1 de dezembro de 1873 elevou a Vila de São Sebastião do Paraíso à categoria de cidade.

## Geografia
O município de São Sebastião do Paraíso está distante 400 km de Belo Horizonte, capital estadual,  e 755 km de Brasília, capital federal. Ocupa uma área de 814,925 km², e se limita com os municípios de São Tomás de Aquino e Patrocínio Paulista a noroeste, Pratápolis a nordeste, Capetinga a norte, Itamogi e Monte Santo de Minas a sul, Jacuí a sudeste,  Santo Antônio da Alegria a sudoeste, Altinópolis a oeste.
De acordo com a divisão do Instituto Brasileiro de Geografia e Estatística vigente desde 2017, o município pertence às Regiões Geográficas Intermediária de Varginha e Imediata de São Sebastião do Paraíso. Até então, com a vigência das divisões em microrregiões e mesorregiões, o município fazia parte da microrregião de São Sebastião do Paraíso, que por sua vez estava incluída na Mesorregião do Sul e Sudoeste de Minas.

### Clima

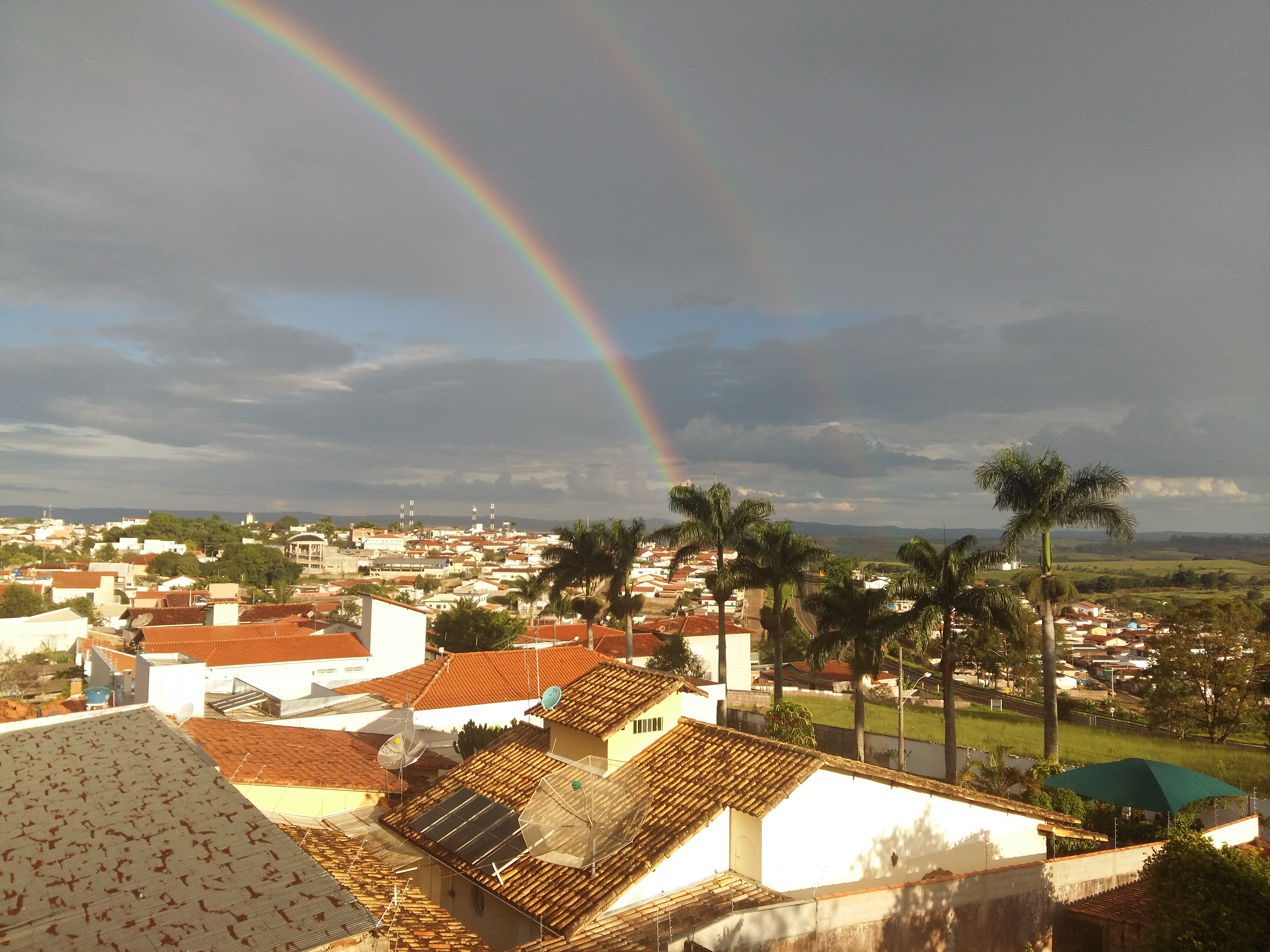
Arco-íris na zona urbana do município.

O clima paraisense é caracterizado, segundo a classificação climática de Köppen, como tropical de altitude (ou Cwb) com invernos secos, verões chuvosos e temperaturas moderadas durante todo o ano. Com temperatura média compensada anual de 21 °C e pluviosidade média de aproximadamente 1 750 mm/ano, concentrados entre os meses de outubro e março, sendo janeiro o mês de maior precipitação (335,5 mm). O mês mais quente, fevereiro, tem temperatura média de 23 °C, sendo a média máxima de 29,2 °C e a mínima de 18,1 °C. E o mês mais frio, junho, de 17,3 °C, sendo 25,4 °C e 11 °C as médias máxima e mínima, respectivamente. Outono e primavera são estações de transição.
Segundo dados do Instituto Nacional de Meteorologia (INMET), referentes aos período de 1961 a 1966, 1980 a 1984, 1986, 1988 e 1991 a 2012 e a partir de 2015 a menor temperatura registrada em São Sebastião do Paraíso foi de −2,8 °C em 10 de julho de 1994, e a maior atingiu 38,4 °C em 7 de outubro de 2020. O maior acumulado de precipitação em 24 horas foi de 179,8 milímetros (mm) em 9 de março de 1982. Outros grandes acumulados foram 135,8 mm em 3 de janeiro de 2000, 125 mm em 13 de fevereiro de 2009, 114,8 mm em 10 de novembro de 1981, 109,9 mm em 24 de fevereiro de 2002, 107,5 mm em 14 de janeiro de 2002 e 106,5 mm em 15 de dezembro de 1988. Janeiro de 2003, com 647,2 mm, foi o mês de maior precipitação.
| Dados climatológicos para São Sebastião do Paraíso | Dados climatológicos para São Sebastião do Paraíso | Dados climatológicos para São Sebastião do Paraíso | Dados climatológicos para São Sebastião do Paraíso | Dados climatológicos para São Sebastião do Paraíso | Dados climatológicos para São Sebastião do Paraíso | Dados climatológicos para São Sebastião do Paraíso | Dados climatológicos para São Sebastião do Paraíso | Dados climatológicos para São Sebastião do Paraíso | Dados climatológicos para São Sebastião do Paraíso | Dados climatológicos para São Sebastião do Paraíso | Dados climatológicos para São Sebastião do Paraíso | Dados climatológicos para São Sebastião do Paraíso | Dados climatológicos para São Sebastião do Paraíso |
| Mês | Jan                                                | Fev                                                | Mar                                                | Abr                                                | Mai                                                | Jun                                                | Jul                                                | Ago                                                | Set                                                | Out                                                | Nov                                                | Dez                                                | Ano                                                |
| --- | -------------------------------------------------- | -------------------------------------------------- | -------------------------------------------------- | -------------------------------------------------- | -------------------------------------------------- | -------------------------------------------------- | -------------------------------------------------- | -------------------------------------------------- | -------------------------------------------------- | -------------------------------------------------- | -------------------------------------------------- | -------------------------------------------------- | -------------------------------------------------- |
| Temperatura máxima recorde (°C) | 35,8                                               | 36,3                                               | 34,4                                               | 33,4                                               | 32,2                                               | 30,4                                               | 31,4                                               | 34,6                                               | 36,8                                               | 38,4                                               | 35,8                                               | 34,4                                               | 38,4                                               |
| Temperatura máxima média (°C) | 28,7                                               | 29,2                                               | 29                                                 | 28,6                                               | 26,2                                               | 25,4                                               | 25,8                                               | 27,8                                               | 29,2                                               | 29,5                                               | 28,8                                               | 28,3                                               | 28                                                 |
| Temperatura média compensada (°C) | 22,9                                               | 23                                                 | 22,7                                               | 21,6                                               | 18,7                                               | 17,3                                               | 17,4                                               | 19,1                                               | 21,4                                               | 22,4                                               | 22,7                                               | 22,5                                               | 21                                                 |
| Temperatura mínima média (°C) | 18,3                                               | 18,1                                               | 17,6                                               | 15,8                                               | 12,4                                               | 11                                                 | 10,7                                               | 12                                                 | 14,8                                               | 16,6                                               | 17,6                                               | 18                                                 | 15,2                                               |
| Temperatura mínima recorde (°C) | 12,7                                               | 12,9                                               | 9,5                                                | 4                                                  | 1,6                                                | −1,9                                               | −2,8                                               | 0,0                                                | 1,4                                                | 7,3                                                | 9,6                                                | 11,4                                               | −2,8                                               |
| Precipitação (mm) | 335,5                                              | 245,4                                              | 203,9                                              | 77                                                 | 65,9                                               | 23,7                                               | 18                                                 | 19,8                                               | 68,9                                               | 148,2                                              | 209,8                                              | 328,4                                              | 1 744,5                                            |
| Dias com precipitação (≥ 1 mm) | 17                                                 | 14                                                 | 12                                                 | 6                                                  | 4                                                  | 2                                                  | 2                                                  | 2                                                  | 6                                                  | 9                                                  | 12                                                 | 17                                                 | 103                                                |
| Umidade relativa compensada (%) | 80,5                                               | 79,5                                               | 79,8                                               | 75,5                                               | 74,8                                               | 72,7                                               | 66,8                                               | 59,4                                               | 59,4                                               | 66,9                                               | 73,3                                               | 79,4                                               | 72,3                                               |
| Insolação (h) | 171,2                                              | 181,4                                              | 204,8                                              | 236,2                                              | 239                                                | 245,6                                              | 260,3                                              | 258                                                | 226,4                                              | 214,8                                              | 197,7                                              | 173,2                                              | 2 608,6                                            |
| Fonte: Instituto Nacional de Meteorologia (normal climatológica de 1981-2010; recordes de temperatura: 01/01/1961 a 30/06/1966, 01/06/1980 a 31/12/1984, 01/01/1986 a 31/12/1986, 01/01/1988 a 31/12/1988 e 01/01/1991 a 25/09/2012, 17/08/2015-presente) |                                                    |                                                    |                                                    |                                                    |                                                    |                                                    |                                                    |                                                    |                                                    |                                                    |                                                    |                                                    |                                                    |

## Demografia
A população de São Sebastião do Paraíso no censo demográfico de 2010 era de 64 980 habitantes, sendo o quinquagésimo quinto município mais populoso de Minas Gerais, apresentando uma densidade populacional de 79,94 hab./km². Desse total, 59 953 habitantes viviam na zona urbana (92%) e 5 027 na zona rural (8%). Ao mesmo tempo, 32 182 eram do sexo masculino (49,53%) e 32 798 do sexo feminino (50,47%), tendo uma razão de sexo de 98,12. Quanto à faixa etária, 14 169 habitantes tinham menos de 15 anos (21,8%), 42 314 entre 15 e 59 anos (65,1%) e 8 497 possuíam 60 anos ou mais (13,0%).
O Índice de Desenvolvimento Humano (IDH-M) do município é considerado elevado, de acordo com dados do Programa das Nações Unidas para o Desenvolvimento. Segundo dados do relatório de 2010, divulgado em 2013, seu valor era de 0,722, sendo o centésimo vigésimo segundo de Minas Gerais (PNUD) e o 1373º do Brasil. Considerando-se apenas o índice de longevidade, seu valor é de 0,836, o valor do índice de renda é de 0,735 e o de educação é de 0,613. No período de 2000 a 2010, o índice de Gini reduziu de 0,53 para 0,47 e a proporção de pessoas com renda domiciliar per capita de até R$ 140 passou de 9,95% para 4,09%. Em 2010, 16,69% da população era vulnerável à pobreza, 4,09% entre as linhas de indigência e de pobreza e 0,57% abaixo da linha de indigência. Em 2010, 69,1% da população era economicamente ativa e ocupada. Em 2014, segundo o IBGE, conta com 74 742 habitantes. 

### Etnias e migração
Segundo o Censo de 2010, a população era formada por 42 949 brancos (66,1%), 18 451 pardos (28,5%),  3 144 pretos (4,8%),  374 amarelos (0,6%) e 52 indígenas (0,1%). Levando-se em conta a nacionalidade da população residente durante o censo realizado em 2010, maioria dos habitantes eram brasileiros natos, exceto por 25 estrangeiros. Em relação à região de nascimento, 61 295 eram nascidos na Sudeste (94,33%), 1 522 no Região Nordeste (2,34%), 1500 no Sul (2,15%),  290 no Centro-Oeste (0,45%), 29 no Norte (0,04%) e além de 390 sem especificação (0,60%). 55 175 habitantes eram naturais de Minas Gerais (84,91%). Entre os naturais de outras unidades da federação, havia 5 945 paulistas (9,15%), 1 262 paranaenses(1,94%), 464 pernambucanos (0,71%), 449 maranhenses (0,69%), 207 bahianos (0,32%), 188 goianos (0,29%), 182 cearenses (0,28%), 137 gaúchos  (0,21%), 122 fluminenses (0,19%), 115  (0,18%), 113 alagoanos (0,17%), 71 mato-grossenses (0,11%), 61 paraibanos (0,09%), 53 Espírito Santo (0,08%), 22 sul-mato-grossenses (0,03%), 19 potiguares (0,03%), 19 paraenses (0,03%), 17 sergipanos (0,03%), 10 rondonienses (0,02%), nove brasilienses (0,01%) e nove piauienses (0,01%). Para 2024, a estimativa populacional é de 74 742 habitantes.

### Religião
Conforme divisão oficial da Igreja Católica, São Sebastião do Paraíso está inserida na Diocese de Guaxupé. A Igreja Matriz de São Sebastião do Paraíso começou a ser construída em 1937 no mesmo local da capela, que foi o ponto inicial da comunidade paraisense e em 1952 foi concluída. No censo de 2010 o catolicismo romano era a religião da maioria da população, com 46 491 adeptos, ou 71,55% dos habitantes.
São Sebastião do Paraíso também possui alguns credos protestantes ou reformados. Em 2010, 11 514 habitantes se declararam evangélicos (17,72%), sendo que 6 296 pertenciam às evangélicas de origem pentecostal (9,69%), 1 221 às evangélicas de missão (1,88%) e 3 977 a igrejas evangélicas não determinadas (6,15%). Das igrejas evangélicas pentecostais, 2 494 pertenciam à Assembleia de Deus (3,84%), 915 à Congregação Cristã do Brasil (1,41%), 483 à Igreja Universal do Reino de Deus (0,74%), 259 à Igreja do Evangelho Quadrangular (0,40%), 278 à Igreja Deus é Amor (0,43%). Em relação às evangélicas de missão, eram 682 presbiterianos (1,05%), 342 batistas (0,53%), 105 adventistas (0,16%) e 7 metodistas (0,01%).
Além do catolicismo romano e do protestantismo, também existiam 2492 espíritas (3,84%), e 824 testemunhas de Jeová (1,27%). Outros 2 880 não tinham religião (4,43%).

## Política
O poder executivo do município de São Sebastião do Paraíso é representado pelo prefeito, auxiliado pelo seu gabinete de secretários, em conformidade ao modelo proposto pela Constituição Federal. Ele é eleito pelo voto direto para um mandato de quatro anos, podendo ser reeleito para um segundo mandato consecutivo. O atual chefe do executivo municipal é Marcelo Morais (PSD), eleito nas eleições municipais de 2020 com 58,14% dos votos válidos, tendo como vice-prefeito Daniel Tales (PSC).
O poder legislativo é constituído pela câmara municipal, formada por dez vereadores eleitos para mandatos de quatro anos. Na atual legislatura, iniciada em 2021, é composta por duas cadeiras do Progressistas (PP), uma do Partido Trabalhista Brasileiro (PTB), um do Solidariedade (SD), uma do Cidadania (PPS), uma do Partido da Social Democracia Brasileira (PSDB), uma do Partido Liberal (PL), um do Republicanos (PRB), um do Partido Social Cristão (PSC) e um do Partido Social Liberal (PSL). Cabe à casa elaborar e votar leis fundamentais à administração e ao executivo.

## Subdivisões
No recenseamento geral de 1920, o município era constituído por 4 distritos eram eles: São Sebastião do Paraíso, São Tomás de Aquino, Goianases e Espírito Santo do Prata. Em divisão administrativa referente ao ano de 1933, o município é constituído de 5 distritos: São Sebastião do Paraíso, Capetinga, Espírito Santo do Prata, Guardinha e Goianases. O Decreto-lei Estadual em 1938, desmembra do município de São Sebastião do Paraíso os distritos de Capetinga e Goianases, para formarem o novo município de Capetinga. Ainda sob a mesma Lei, o distrito de Espírito Santo da Prata passou a denominar-se Pratápolis. Em 1943 é desmembrado do município de São Sebastião do Paraíso o distrito de Pratápolis, elevado à categoria de município. Em divisão territorial datada de 1960, o município é constituído de 2 distritos: São Sebastião do Paraíso e Guardinha. Assim permanecendo em divisão territorial datada de 2014.

## Economia
Em 2018, o Produto Interno Bruto do município de São Sebastião do Paraíso era de R$ 1 766 205,38 mil reais, dos quais R$ 845 234,85 mil do setor terciário; R$ 306 595,69 mil da administração, saúde e educação e seguridade social; R$ 207 854,10 mil de impostos sobre produtos líquidos de subsídios a preços correntes; R$ 306 866,03 mil da indústria e R$ 99 654,72 mil do setor primário. O PIB per capita é de R$ 25 070,54.
Segundo o IBGE, em 2019 o município possuía um rebanho de 863 100 galináceos (frangos, galinhas, galos e pintinhos), 36 212 bovinos, 163 ovinos, 1 440 suínos e 1 250 equinos. Na lavoura temporária de 2019 foram produzidos cana-de-açúcar (170 000 t), mandioca (3 408 t), milho (9 900 t), feijão (678 t), soja 2 970 t e tomate (9 600 t), e na lavoura permanente abacate (1 000 t frutos), banana (300 t), café (17 302 t), figo (990 t), laranja (55 100 t), pêssego (150 t). Ainda no mesmo ano o município também produziu 14 439 mil litros de leite de 4 489 vacas ordenhadas; 1 009 de ovos de galinha e 3 000 quilos de mel de abelha.
Em 2010, considerando-se a população municipal com idade igual ou superior a dezoito anos, 69,1% eram economicamente ativas ocupadas, 27,0% inativas e 3,9% ativas desocupadas. Ainda no mesmo ano, levando-se em conta a população ativa ocupada na mesma faixa etária, 37,80% trabalhavam no setor de serviços, 17,98% em indústrias de transformação, 15,48% na agropecuária, 14,31% no comércio, 6,40% na construção civil, e 1,11% na utilidade pública. Conforme a Estatística do Cadastral de Empresas de 2015, São Sebastião do Paraíso possuía, no ano de 2015, 2 206 unidades locais, 2 132 delas atuantes. Salários juntamente com outras remunerações somavam 311 556 mil reais e o salário médio mensal de todo o município era de 1,9 salários mínimos.

## Infraestrutura

### Saúde
A rede de saúde de São Sebastião do Paraíso possuía, em 2009, 52 estabelecimentos, sendo que 33 pertenciam ao Sistema Único de Saúde (SUS), com um total de 302 leitos para internação (302 privados). Em abril de 2010, a rede profissional de saúde do município era constituída por 421 médicos, 79 auxiliares de enfermagem, 82 técnicos de enfermagem, 60 enfermeiros, 25 farmacêuticos, 42 cirurgiões-dentistas, 23 fisioterapeutas, 16 assistente social, 12 nutricionistas, 22 psicólogos e 14 fonoaudiólogo, totalizando 421 profissionais.
No mesmo ano, a expectativa de vida ao nascer era de 75,2 anos, a taxa de mortalidade infantil de 15,1 por mil nascimentos e a taxa de fecundidade de 1,9 filhos por mulher. Segundo dados do Ministério da Saúde, 231 casos de AIDS foram registrados em São Sebastião do Paraíso entre 1990 e 2015 e, de 2001 a 2011, foram notificados 173 casos de dengue, dois casos de malária e quatro de leishmaniose. Em 2014, 98,9% das crianças menores de um ano de idade estavam com a carteira de vacinação em dia e, dentre as crianças menores de dois anos foram pesadas pelo Programa Saúde da Família (PSF), 0,1% estavam desnutridas.

### Educação
O fator "educação" do IDH no município atingiu em 2010 a marca de 0,613, ao passo que a taxa de alfabetização da população acima dos dez anos indicada pelo último censo demográfico do mesmo ano foi de 94,1% (94,2% para os homens e 94,0% para as mulheres). As taxas de conclusão dos ensinos fundamental (15 a 17 anos) e médio (18 a 24 anos) era de 55,2% e 45,0%, respectivamente, e o percentual de alfabetização da população entre 15 e 24 anos de 99,0%.
Ainda em 2010, São Sebastião do Paraíso possuía uma expectativa de anos de estudos de 9,66 anos, valor superior à média estadual (9,38 anos). O percentual de crianças de cinco a seis anos na escola era de 88,50% e de onze a treze anos cursando o fundamental de 89,42%. Entre os jovens, a proporção na faixa de quinze a dezessete anos com fundamental completo era de 57,76% e de 18 a 20 anos com ensino médio completo de 40,05%. Considerando-se apenas a população com idade maior ou igual a 25 anos, 43,23% tinham ensino fundamental completo, 29,03% o médio completo e 10,72% possuíam superior completo. 7,80% eram analfabetos. Em 2014, a distorção idade-série entre alunos do ensino fundamental, ou seja, com idade superior à recomendada, era de 5,2% para os anos iniciais e 16,3% nos anos finais, sendo essa defasagem no ensino médio de 20,9%.
São Sebastião do Paraíso dispõe de duas faculdades privadas, são elas a Faculdade Calafiori e Libertas Faculdades Integradas. O município está sendo avaliado para receber um campus da Universidade Federal de Lavras (UFLA). Em janeiro de 2018, foi aprovado pelo Conselho de Ensino, Pesquisa e Extensão da Universidade Federal de Lavras a construção do campus em Paraíso, dependendo apenas da liberação de verbas para a construção da estrutura do campus e a autorização para o concurso público dos professores e técnicos. Em março de 2018, o ministro da educação, Mendonça Filho, anunciou a instalação em Paraíso do campus avançado da Universidade Federal de Lavras.

### Segurança, violência e criminalidade
Segundo o Mapa da Violência de 2016, com dados relativos entre os anos de 2012 e 2014, divulgados pelo Instituto Sangari, dos municípios com mais de dez mil habitantes, a taxa de homicídios por arma de fogo no município foi de 3,4 para cada 100 mil habitantes, ficando na 221ª posição a nível estadual. O índice de suicídios entre os anos de 2008 a 2012 para cada 100 mil habitantes era de 7,6 Já em relação à taxa de óbitos por acidentes de trânsito, o índice foi de 19,7 para cada grupo de 100 mil habitantes, o 923° a nível nacional. Paraíso é sede do 43º Batalhão de Polícia Militar de Minas Gerais que é responsável pelas polícias militares de cidades vizinhas. Em Paraíso também opera a a Delegacia Especializada em Investigação e Repressão a Crimes Rurais (Deicra), criada a partir da Resolução 8.218, de 28 de abril de 2022 está em funcionamento no município, localizada na sede da 4 Delegacia Regional de Polícia Civil.Reportagem

### Serviços, habitação e comunicação
São Sebastião do Paraíso possuía, em 2010, 20 736 domicílios, sendo 19 230 na zona urbana (92,74%) e 1 506 na zona rural (7,26%). Desse total, 13 672 eram próprios (65,93%), dos quais 12 268 já quitados (59,16%) e 1 404 em processo de aquisição (6,77%); 4 941 alugados (23,83%) e 2 067 cedidos (9,97%), sendo 947 por empregador (4,57%) e 1 120 de outra maneira (5,40%). Outros 56 eram ocupados sob outras condições (0,27%). O serviço de abastecimento de água é feito pela Companhia de Saneamento de Minas Gerais (COPASA). A voltagem nominal da rede é de 110 volts.
O código de área (DDD) de São Sebastião do Paraíso é 035 e o Código de Endereçamento Postal (CEP) é 37950-000. Conforme dados do censo de 2010, 10 826 domicílios tinham somente telefone celular (52,21%), 6 469 possuíam celular e fixo (31,20%) e 1 707 apenas telefone fixo (8,23%).
Paraíso conta com alguns jornais locais como o Jornal do Sudoeste, que é um dos principais jornais da região. Também há 7 rádios em Paraíso, são elas: Rádio Paraíso, Rádio Antena 10, Rádio Onda Livre , Rádio Apar, Rádio da Família AM, Rádio Ouro Verde e Rádio Massa FM.

### Transporte
A frota municipal no ano de 2018 era de 27 084 automóveis, 8 215 motocicletas, 3 848 caminhonetes, 2 323 motonetas, 1 749 caminhões, 1 277 camionetas, 438 caminhões-trator, 265 ônibus, 150 micro-ônibus, 276 utilitários, além de 1 360 em outras categorias, totalizando 46 985 veículos. No transporte rodoviário, a cidade possui um terminal rodoviário de alcance interestadual. São Sebastião do Paraíso também conta com um aeroporto.
São Sebastião do Paraíso, em termos rodoviários, é servida por quatro rodovias. A cidade é cortada pelas federais BR-265 e BR-491. Além da rodovia estadual LMG-836 que liga a cidade a São Tomás de Aquino, antigo distrito de São Sebastião do Paraíso. A MG-050 de concessão privada e com pedágios liga o município à Juatuba, região metropolitana de Belo Horizonte. Em avaliações feitas pela Confederação Nacional do Transporte (CNT), a MG-050 recebeu o status de "regular", a BR-265 e BR-491 também receberam o status de "regular", pesquisa realizada em 2017.
O município também é cortado por duas ferrovias unificadas, a antiga Estrada de Ferro São Paulo e Minas (que liga o município à Ribeirão Preto) e o Ramal de Passos da antiga Companhia Mogiana de Estradas de Ferro (que ligava o município à Guaxupé e à Passos). No início dos anos 1980, já sob a administração da Fepasa, ambas as ferrovias que já eram interligadas entre si desde os anos 1960, foram totalmente unificadas. Porém, em 1990, após a construção de um novo desvio da linha férrea, os trilhos foram retirados do centro urbano da cidade. Embora tenha sido privatizada para o transporte de cargas no final dos anos 1990, a ferrovia atualmente como um todo, liga o município à Ribeirão Preto e à Itaú de Minas e se encontra desativada na região para cargas e para passageiros, embora hajam propostas de reativação da mesma para o turismo.

## Cultura
As manifestações culturais encontradas em São Sebastião do Paraíso são a Folia de Reis que abriga, também, comidas típicas e a Festa do Divino Espírito Santo, que ocorre cinquenta dias após a comemoração da páscoa. É existente também no município a festa das congadas, que é uma festividade de cunho religioso introduzida no município por escravos africanos, desde de sua fundação em 1821.
No município também está a Casa da Cultura de São Sebastião do Paraíso. A sede está localizada no prédio da antiga Estação Ferroviária Mogiana, o espaço também abriga o Museu Histórico Napoleão Joele.
São Sebastião do Paraíso foi sede do time de futsal Intelli por dois anos. Além disso, a cidade possui a Arena Olímpica João Mambrini, inaugurada em 2010 e com capacidade para quatro mil pessoas. E além dos jogos de futsal da Intelli, a Arena também já recebeu seleções sul-americanas de basquetebol em competições sul-americanas.
Em setembro de 2011, Paraíso realizou o Campeonato Brasileiro de Xadrez Escolar, a maior competição de xadrez escolar do país.